# Formosotoxotus auripilosus
Formosotoxotus auripilosus là một loài bọ cánh cứng trong họ Cerambycidae.